# Edgard de Sousa
Edgard Egídio de Sousa Aranha(Campinas, 12 de março de 1876 - São Paulo, 20 de maio de 1956) foi um engenheiro brasileiro.

## Biografia
Fez seus estudos preliminares em Campinas, São Paulo, no Colégio Culto à Ciência. Em 1891 seguiu para Bélgica e, matriculou-se na Universidade de Liège, onde se distinguiu durante todo o curso, diplomando-se em Engenharia de Minas em 1898 e, em Engenharia elétrica em 1899. Retornando ao Brasil, ingressou na São Paulo Tramway, Light and Power Company no ano de 1900, como engenheiro-eletricista. Por sua dedicação e competência,  ascendeu logo aos postos mais elevados na administração da companhia, ocupando em abril de 1910 o cargo recém-criado de Superintendente. Lecionou durante 36 anos na Escola Politécnica e foi agraciado com o título de professor emérito e doutor "Honoris Causa" da Universidade de São Paulo em 1949. 
Foi o primeiro presidente do São Paulo Futebol Clube na sua fundação em 25 de janeiro de 1930.

### Vida Pessoal
Foi casado com sua prima Irma de Aguiar Sousa, sendo suas filhas, Sofia Helena de Azevedo Sodré que se casou com Rui de Azevedo Sodré e Antonieta de Sousa Toledo que se casou com Samuel Toledo. Foram seus pais, Elias Augusto do Amaral Sousa (filho do capitão Bento José de Sousa e de Teolinda do Amaral) e Laura de Queirós Aranha (filha do coronel José Egídio de Sousa Aranha e Maria Luísa Pereira de Queirós ). Descendente da Viscondessa de Campinas, Maria Luzia de Sousa Aranha.

### Homenagens
Foi condecorado em 1948 no seu cinquentenário de formação pelo governo da Bélgica com a Ordem de Leopoldo II e a Ordem da Coroa da Bélgica, pelo intercâmbio científico e cultural entre a Bélgica e o Brasil.
Dá nome à rua Engenheiro Edgard Egídio de Sousa, no bairro de Higienópolis, na cidade de São Paulo e da rua Edgar Egídio de Sousa, em Campinas, no bairro Jardim Santa Eudóxia. Dá nome também à uma escola municipal no bairro Itaguaçu, em Aparecida.
É patrono da cadeira 57° da Academia Nacional de Engenharia.